# جيمس ألان سوتو
جيمس ألان سوتو (بالإنجليزية: James Alan Soto)‏ هو قاضي ومحامي أمريكي، ولد في 1950 في نوغاليس في الولايات المتحدة.